# 震
震（しん）は八卦の一つ。卦の形は☳であり、初爻は陽、第2爻・第3爻は陰で構成される。または六十四卦の一つであり、震為雷。震下震上で構成される。

## 卦象
原義は最も下(創め)に一陽が生じて、限りなく前進する様子。ここから始動の時・雷鳴（雷の音）・龍・足・長男・若い男性などを象徴する。方位としては東を示す（地支では卯と一致）。現代社会では電信電話・高速通信など。時に嘘つきにもなる。肉体では聴覚・肝臓・代謝など。
納甲では庚、五行の金、五方の西が当てられる。

## 先天図
伏羲先天八卦における次序は四であり、方位は四隅卦の一つで北東に配される。陰陽消息は一陽が生じたところである。